# Kiviuq (satelit)
Kiviuq este un satelit neregulat prograd al lui Saturn. A fost descoperit de J.J. Kavelaars  în 2000 și a primit denumirea temporară S/2000 S 5.   A fost numit după Kiviuq⁠(d), un erou al mitologiei inuite. 
Kiviuq are aproximativ 16–17 km în diametru și îl orbitează pe Saturn la o distanță medie de 11,1 milioane de kilometri în 450 de zile. Este un membru al grupului inuit de sateliți neregulați. Este roșu deschis, iar spectrul infraroșu kiviupian (kiviuqan)  este foarte asemănător cu sateliții grupului inuit Siarnaq și Paaliaq, susținând teza unei posibile origini comune a grupului inuit în destrămarea unui corp mai mare.  
Se crede că Kiviuq este în rezonanță Kozai, reducându-și ciclic înclinația orbitală în timp ce crește excentricitatea și vice versa.  Elementele sale orbitale actuale se suprapun puternic cu orbita lui Phoebe, iar sateliții se vor ciocni probabil unul cu altul.
Amplitudinea curbei de lumină a lui Kiviuq este mare, variind în luminozitate cu peste 2 magnitudini. Amplitudinea mare a lui Kiviuq sugerează că are o formă alungită și poate fi un posibil corp binar de contact. 

## Explorare
Pe 30 august 2010, camera ISS a sondei spațiale Cassini-Huygens a preluat datele curbei de lumină de la o distanță de 9,3 milioane de km. Cu aceste date, perioada de rotație a fost măsurată la 21 de ore și 49 de minute. 